# 奧爾曼 (印第安納州)
奧爾曼（英語：Allman）是位於美國印第安納州摩根縣的一個非建制地區。該地的面積和人口皆未知。